# Georg Westling
Georg Gustaf Westling (24. august 1879 i Helsinki - 14. november 1930 smst) var en finsk sejler som deltog i OL 1912 i Stockholm.
Westling vandt en bronzemedalje i sejlsport under OL 1912 i Stockholm. Han kom på en tredjeplads i 8-meter klassen i båden Lucky Girl. 